# Gegendtal
Das Gegendtal, früher auch Seetal, ist ein Tal in Oberkärnten in Österreich.

## Geographische Lage
Das Tal erstreckt sich vom Westufer des Ossiacher Sees nach Nordwesten bis nach Radenthein, wo es nach Südwesten zum Ostufer des Millstätter Sees hin abknickt. Im Westen wird es vom Mirnock und im Osten vom Wöllaner Nock und der Gerlitze begrenzt.
Das Gegendtal wird landschaftlich durch die umgebenden Nockberge und zwei Badeseen geprägt. Zwischen den beiden Seen befindet sich eine lokale Talwasserscheide. Der Afritzer See entwässert über den Afritzer Bach, den Treffner Bach und schließlich den Seebach in die Drau, nach Südosten. Der Brennsee, auch Feldsee genannt, entwässert über den Feldbach, Kleinkirchheimer Bach und Riegerbach nach Westen in den Millstätter See.

Landschaftsbild
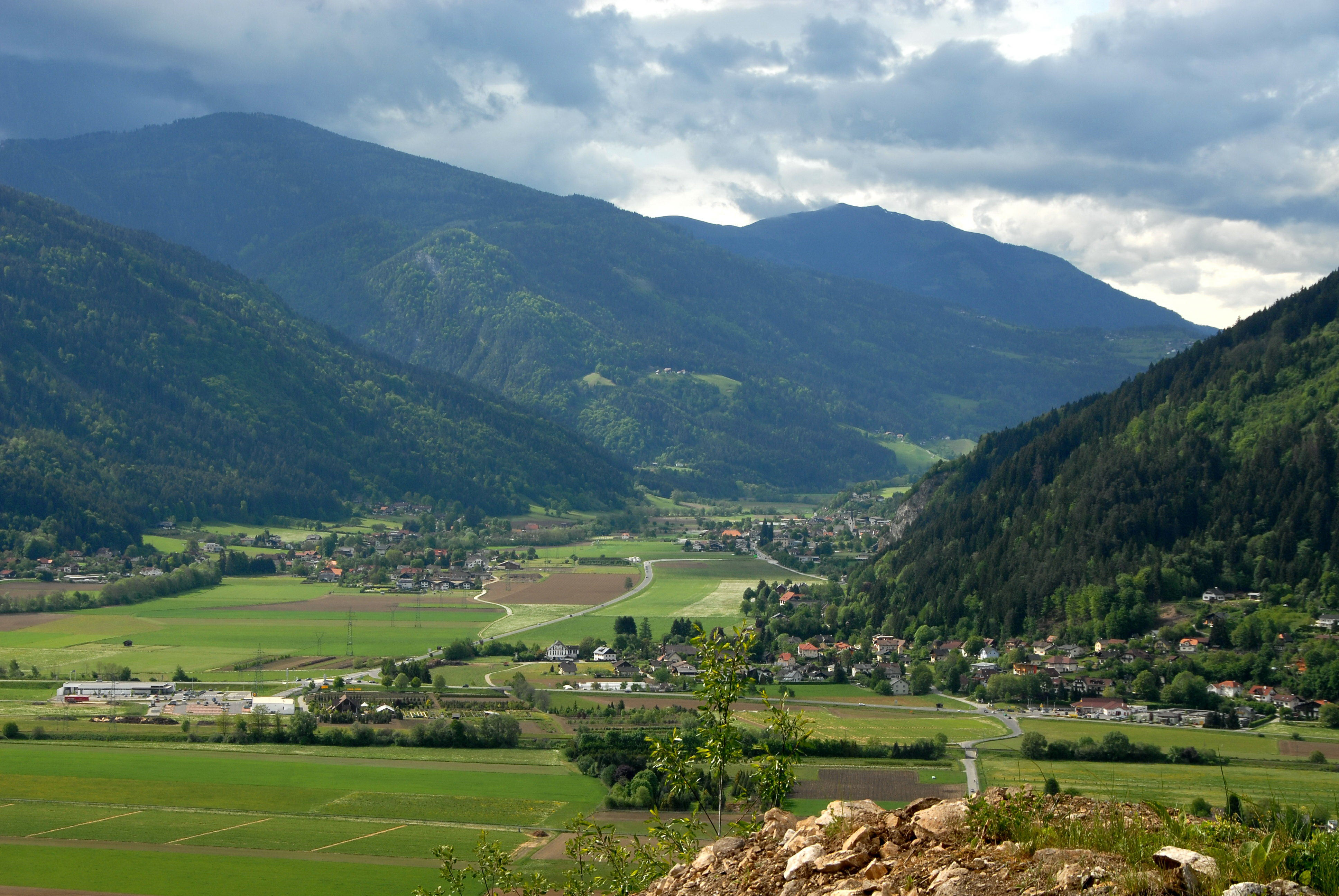
Gegendtal um Treffen und Töbring mit Mirnock im Hintergrund
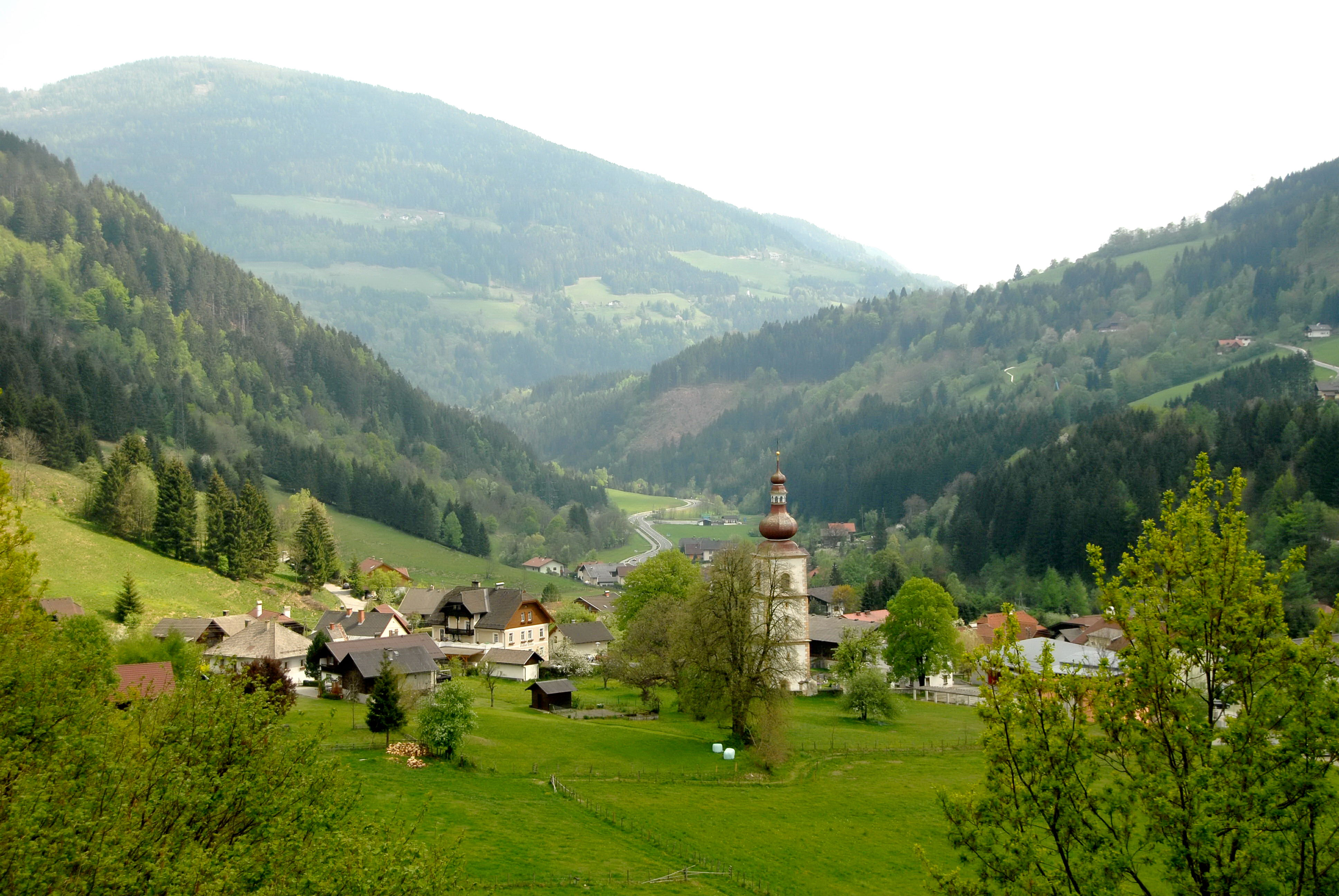
Gegendtal rund um Afritz am See
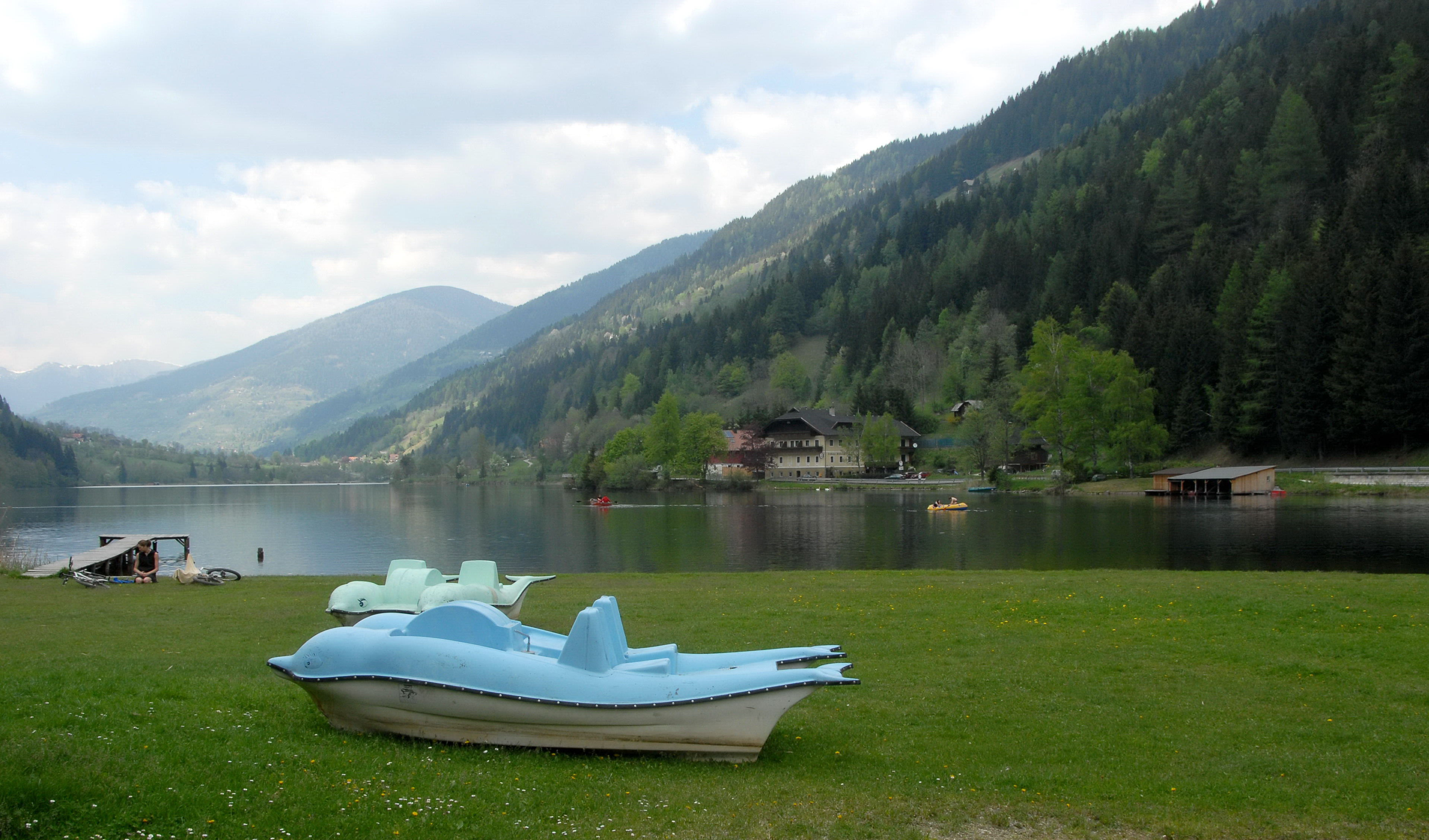
Afritzer See im Gegendtal
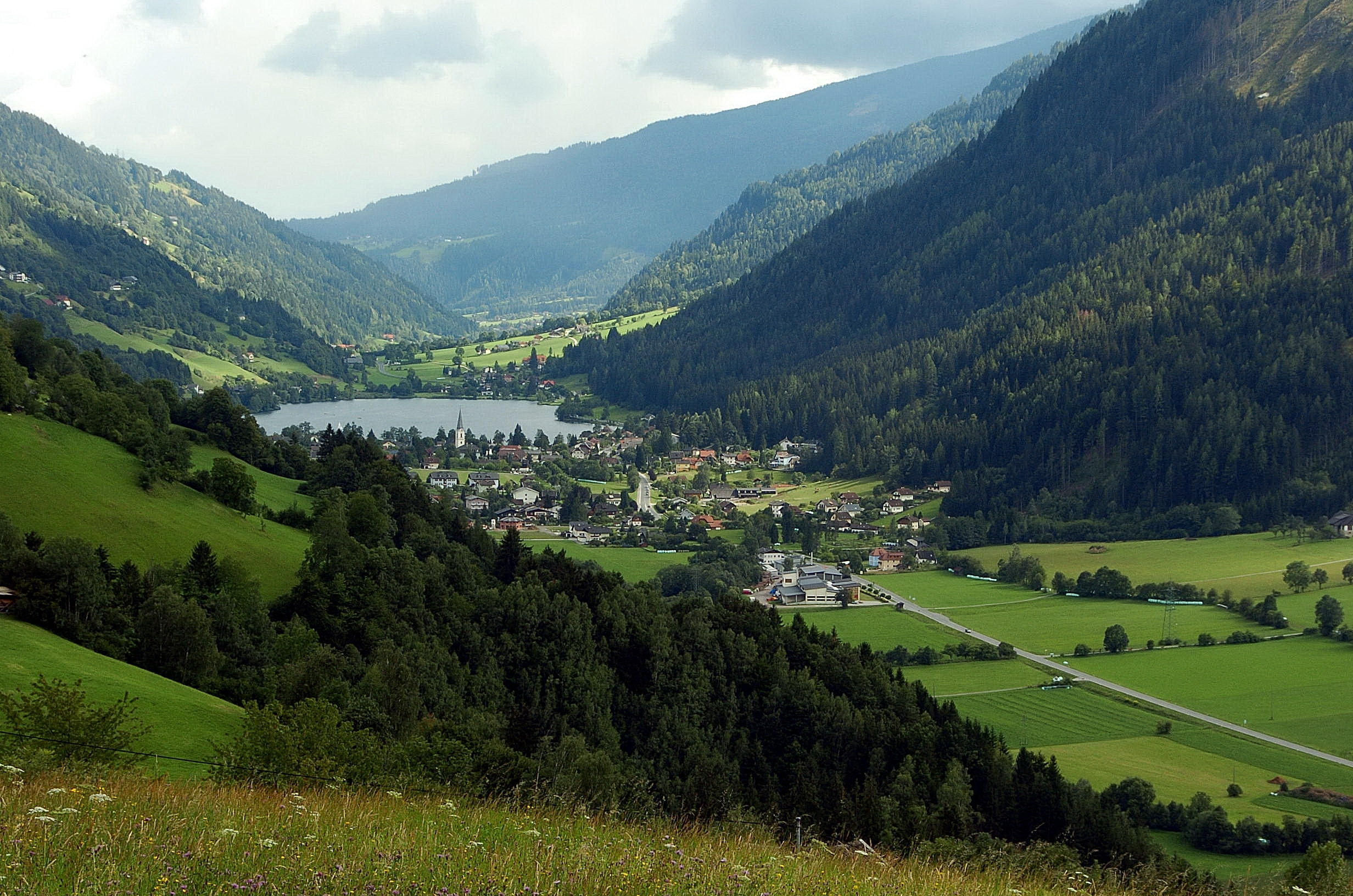
Gegendtal in Feld am See mit dem Brennsee
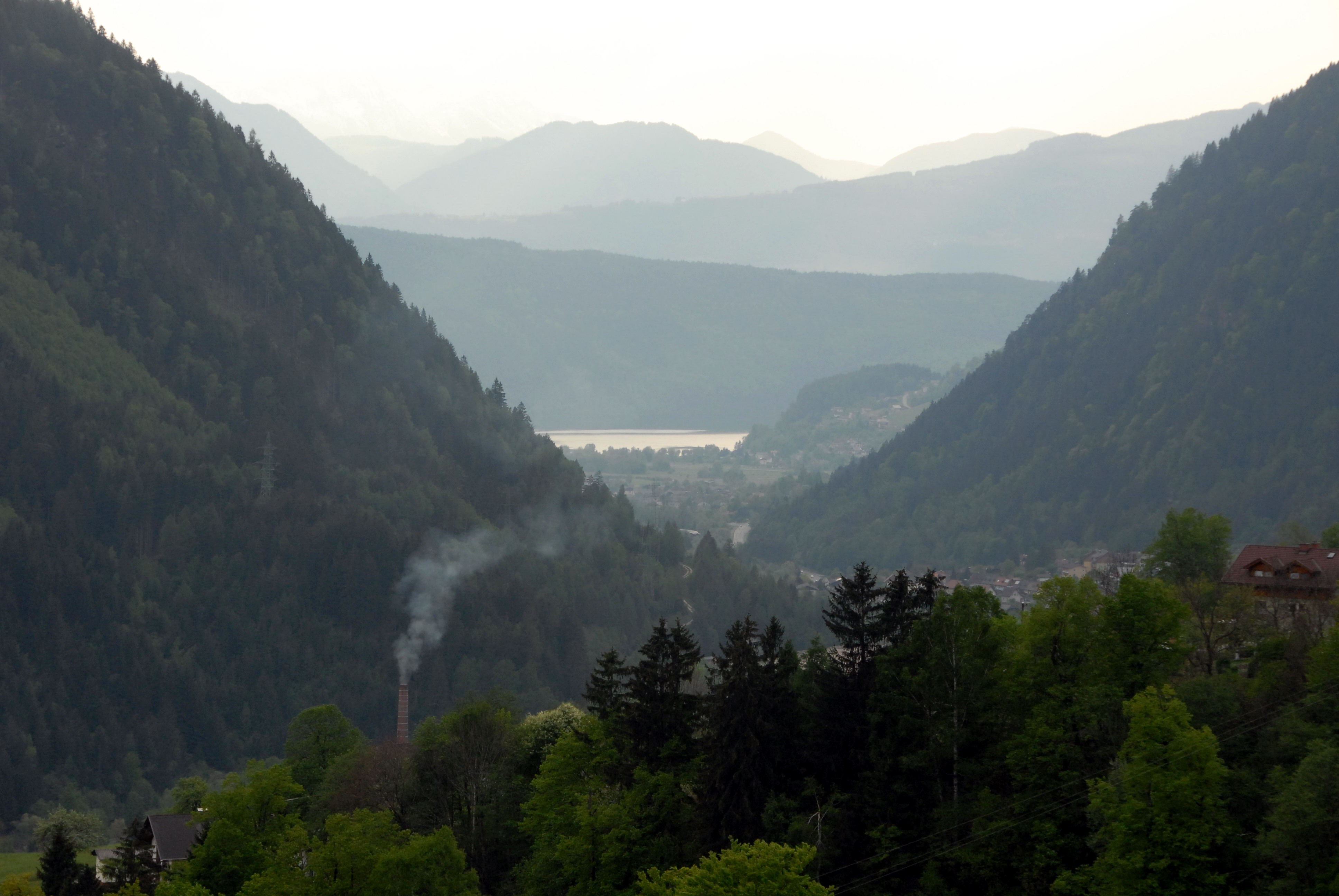
Westliches Gegendtal zwischen Radenthein und Millstätter See

## Geschichte
Hinweise zur Besiedlung des Gegendtals finden sich aus der Zeit um das Jahr 1000, Teile der heute noch waldreichen Region wurden bis 1300 durch Rodung zur Bewirtschaftung und Besiedlung erschlossen. Die Bezeichnung Gegend ist für das Jahr 1308 urkundlich nachweisbar.
Ab dem 13. Jahrhundert erwarben die Grafen von Ortenburg zwischen Millstätter und Ossiacher See nach und nach Herrschaftsrechte, woraus sich ein Landgericht entwickelte, das vier Ämter umfasste. Diese gingen im Verlauf der Jahrhunderte von den Ortenburgern an die Familie Widmann und schließlich an die Fürsten Porica über. Anfang des 19. Jahrhunderts wurde das Gegendtal dem Gerichtsbezirk Villach angeschlossen. Im Jahr 1850 konstituierten sich aus den bisherigen Steuer- und Katastralgemeinden die heutigen Ortsgemeinden.
Am 29. Juni 2022 kam es im unteren Gegendtal zu einem Starkregenereignis mit enormen Regenmengen, wodurch es zu massiven Überschwemmungen kam. Dabei wurde das Kraftwerk der Kelag am Afritzer Bach zerstört. Am 29. November 2023 erfolgte der Spatenstich zu einem hochwasserfesteren und um 15 % produktiveren Neubau samt Schaltwerk der Kärnten Netz, der 1 Jahr dauern soll.

## Gemeinden und Infrastruktur
Im Gegendtal liegen fünf Gemeinden. Vom Ossiacher See ausgehend sind dies Treffen am Ossiacher See, Arriach, Afritz am See, Feld am See und Radenthein. Das Gegendtal wird vorwiegend touristisch und landwirtschaftlich genutzt. Kleingewerbe und Handel dominieren. Nur in Radenthein ist durch den Magnesitabbau eine stärkere Industrialisierung vorhanden.
Im Sommer bieten die beiden Seen Gelegenheit für viele Wassersportarten bei milden Wassertemperaturen. Die umliegenden Nockberge sind bei Wanderern und Mountainbikern beliebt. Die Thermen in Villach und in Bad Kleinkirchheim liegen in der Nähe. Im Winter bieten die Seen hervorragende Bedingungen zum Eislaufen. Die Schigebiete am Verditz, auf der Gerlitzen und in Bad Kleinkirchheim locken Schifahrer.

## Verkehr
Durch die Talsohle des Gegendtals verläuft die Millstätter Straße (B 98).
Anfang des 20. Jahrhunderts wurde der Bau einer Bahnstrecke durch das Gegendtal (Gegendtal-Bahn) in Erwägung gezogen, die, abzweigend von der Rudolfsbahn, von der Station St. Ruprecht (bei Villach) nach Radenthein führen sollte. Im September 1908 wurde die geplante Strecke trassiert. Da auch Millstatt Interesse an dieser Erschließung bekundete, beschloss man, das Vorhaben über Millstatt hinaus bis zur Tauernbahn bei Pusarnitz zu erweitern. Im September 1910 fand eine kommissionelle Begehung der Teilstrecke Radenthein–Pusarnitz statt, die die Notwendigkeit des Baus eines 500 m langen Tunnels feststellte. Die damit in Aussicht stehenden (Mehr-)Kosten sowie die für Millstatt unannehmbare Hauptnutzung der Strecke für den Güterverkehr ließen die Ausführung dieser Trasse als wenig realistisch erscheinen. Für Millstatt entstand daher das auf den Tourismus zielende Projekt einer elektrischen Kleinbahn, die, kostengünstig, eine Verbindung mit dem an der Hauptbahn gelegenen Spittal an der Drau herstellen sollte. Im Mai 1914 sollte mit dem Bau begonnen werden, auf Grund von Streitigkeiten über die Streckenführung wurde der Baubeginn aber verschoben. Der Erste Weltkrieg und die sich daran anschließende Geldentwertung, sowie schließlich das Einsetzen des Automobilverkehrs in den 1920er Jahren, sorgten dafür, dass keine der geplanten Teilstrecken der Bahn gebaut wurde.
Der öffentliche Verkehr von der ÖBB-Postbus GmbH betrieben. Die Linie 5150 verkehrt von Villach über Treffen, Afritz und Feld am See bis Radenthein, die Linie 5152 fährt von Villach über Treffen nach Arriach. In Radenthein besteht Umsteigemöglichkeit zur Linie 5140 über Millstatt nach Spittal an der Drau und in die Gegenrichtung nach Bad Kleinkirchheim.

## Überlieferungen

### Sage vom Mirnockriesen
Er hauste am Mirnock über dem großen See. Eines Tages raubte er die blonde Fischerstochter. Ihr Vater konnte sie mit einem Schlaftrunk des Waldweibchens befreien.
Voller Zorn schleuderte der Riese Felstrümmer der Mirnockgruppe in den See, so dass dieser sich teilte und zwei neue Seen entstanden: Der Brennsee und der Afritzsee.

### Kyselaks Reisen
Der Wiener Alpinist und Hofkammerbeamte Josef Kyselak (1798–1831) durchschritt 1825 auch das Gegendtal. Dabei stellt er fest, dass es hier viele Behinderte gab. 

„Dieser Bezirk bis Lieseregg aufwärts, ist der unglückseligste an Hervorbringung von Fexen (Trotteln oder Cretins); selten daß man einige Häuser vorbei wandert, ohne diesen Stiefkindern der Natur zu begegnen, die Herz und Augen zum Mitleid stimmen.“

 Zur Gegend um Feld am See und Radenthein vermerkt er: 

„ein Thalkessel mit aufsteigenden Ackergründen zieht sich ringsherum zur Höhe, auf ihnen schweben bis zu Hochgebirgen hölzerne Bauernhäuschen, und unansehnliches Horn- und Rindvieh klettert dazwischen von Busche zu Busche. Radenthein liegt ebenfalls in einem breiten Thale mit steilen Berghängen. Viele Obstbäume, in der Umgebung eine Seltenheit, beschatten allenthalben die Häuser. Hier durchaus muß der Winter bei vielem Schnee gräßlich wüten. Von Einöd angefangen, möge mäßiger Wind schon Lawinen über die Berge herabsenden, ein Sturm aber Häuser und Bäume zudecken; der gedämmte Bergbach und die überfüllten Seen ihre Ufer überschreitend, dann vollends vernichten, was Winde uns Schneelehne verschonten. Dasselbe gilt von den in noch wilderer Gegend sich bergenden Dörfchen Dellach und Döbriach an dem rauschenden Radebache, welcher rechts vom Berge in die Thalschlucht einen schönen Wasserfall bildet.“